# Laut (Barat Daya)
Laut ist eine der indonesischen Barat-Daya-Inseln (Südwestinseln) in der Bandasee.

## Geographie

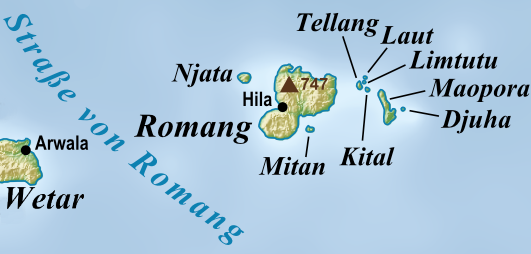
Laut liegt östlich der Insel Romang

Laut liegt östlich der Insel Romang und nördlich der Inseln Tellang, Limtutu und Kital. Die Inseln gehören zum Kecamatan (Subdistrikt) Pulau-Pulau Terselatan, Kabupaten (Regierungsbezirk) Südwestmolukken (Maluku Barat Daya), Provinz Maluku.